# Amador Lugo Guadarrama
Amador Lugo Guadarrama (* 12. April 1921 in Santa Rosa/Guerrero; † 26. Juni 2002) war ein mexikanischer Maler und Bildhauer.

## Biografie
Lugo erlernte das künstlerische Handwerk zunächst an der Freiluftmalschule von Taxco de Alarcón, damals unter der Leitung von Tamiji Kitagawa. Danach ging er nach Mexiko-Stadt, wo er ab 1942 an der von Francisco Díaz de León geleiteten Escuela de Artes del Libro in der Bildhauerwerkstatt bei Carlos Alvarado Lang lernte. Er war 1947 Mitbegründer der mexikanischen Bildhauergemeinschaft Sociedad Mexicana de Grabadores, ein Jahr darauf beim Impulso de las Artes Plásticas und 1949 beim Salón de la Plástica Mexicana. Er war an über 350 nationalen und internationalen Ausstellungen beteiligt, schrieb an La ciudad de México vista por cinco pintores mit und veröffentlichte mehrere Artikel.